# Joe és a vulkán
A Joe és a vulkán (eredeti címe: Joe Versus the Volcano) 1990-ben bemutatott amerikai romantikus filmvígjáték, amelyet John Patrick Shanley írt és rendezett. A főbb szerepekben Tom Hanks és Meg Ryan. 1990. március 9-én mutatták be az Egyesült Államokban. Magyarországon az HBO és a TV3 csatorna vetítette le 1990 és 1992 között.

## Cselekmény
Joe Banks egy kiégett irodai alkalmazott Staten Islandről, és sivár életet él. Szent meggyőződése, hogy egy betegség kínozza, mígnem egy nap egy különös és halálos betegséget, úgynevezett „agyfelhőt” diagnosztizálnak nála. Mivel csak néhány hónapja maradt hátra, otthagyja utálatos főnökét és a munkáját, majd elhatározza, hogy kiélvezi hátralévő napjait. Ekkor egy rejtélyes iparmágnás, Samuel Graynamore ajánlatot tesz neki: éljen luxusban, de cserébe ugorjon bele egy vulkánba a távoli Waponi Woo szigetén, hogy megmentse a helyieket, akik emberáldozatot keresnek a tűzistenük kiengesztelésére.
Joe elfogadja az ajánlatot, és belevág a kalandba. Útja során találkozik Graynamore két különc lányával, Angelicával és Patriciával. Joe és Patricia a tengeri utazás során egyre közelebb kerülnek egymáshoz. Mikor átvészelnek egy tájfunt, Joe egy tutajt eszkábál össze, amivel megmenekülnek. Megérkeznek a szigetre, de Patricia megállítja Joe-t, és bevallja neki, hogy szerelmes lett belé. Az újdonsült pár úgy dönt, hogy együtt ugranak a vulkánba, azonban éppen az ugrásuk pillanatában a vulkán kitör, és az óceánba repíti őket. A sziget végül elsüllyed, Joe pedig bevallja, hogy halálos beteg. Patricia rájön, hogy az orvosa átverte Joe-t, vagyis nem haldoklik, így a pár boldogan élhet tovább.

## Szereplők
| Szerep                                           | Színész        | Magyar hang                  | Magyar hang                    |
| Szerep                                           | Színész        | 1. magyar szinkron (1990–92) | 2. magyar szinkron (RTL, 2000) |
| ------------------------------------------------ | -------------- | ---------------------------- | ------------------------------ |
| Joe Banks                                        | Tom Hanks      | Kaszás Gergő                 | Selmeczi Roland                |
| DeDe / Angelica Graynamore / Patricia Graynamore | Meg Ryan       | Orosz Helga                  | Gubás Gabi                     |
| Samuel Harvey Graynamore                         | Lloyd Bridges  | Horváth Sándor               | Makay Sándor                   |
| Kenneth Hindmick / Dr. Ellison                   | Robert Stack   | Perlaki István               | Szokolay Ottó                  |
| a waponik törzsfőnöke                            | Abe Vigoda     | Kristóf Tibor                | Kardos Gábor                   |
| Mr Frank Waturi                                  | Dan Hedaya     | Zana József                  | Várkonyi András                |
| poggyászeladó                                    | Barry McGovern | Helyey László                | Csuha Lajos                    |
| Dagmar                                           | Amanda Plummer |                              |                                |
| Marshall                                         | Ossie Davis    | Papp János                   | Gruber Hugó                    |
| nővér                                            | Jayne Haynes   |                              |                                |
| Mike                                             | David Burton   |                              |                                |
| Cassandra, a fodrász                             | Carol Kane     |                              |                                |
| Fred, a testőr                                   | Jim Hudson     |                              |                                |

## Fogadtatás

### Kritikai visszhang
A film megosztotta a kritikusokat. A Rotten Tomatoeson 66%-os minősítést ért el 38 értékelés alapján, a konszenzus szerint: „A Joe és a vulkán rengeteg csavaros energiával és elgondolkodtató megfigyelésekkel tör ki a legteljesebb életről, de egzisztenciális ambíciója egyes nézők számára túlságosan ostobának bizonyulhat.” Jason Bailey a Flavorwire-től azt írta: „Shanley 1987-es Holdkórosok című sikerfilmjének kereskedelmi és kritikai sikeréről árulkodik, hogy egy nagy stúdiótól megkapta a forrásokat, hogy egy ilyen bátortalanul furcsa filmet készítsen.” Rene Jordan az El Nuevo Heraldtól azt írta: „Egy rossz szentimentális őrület forgatókönyve.” Roger Ebert szerint: „A Joe és a vulkán egyfajta nagyszerű bolondozást valósít meg. Hanks és Ryan a megfelelő színészek ahhoz, hogy ezt megéljék, mert soha nem lehet rajtakapni őket, hogy olyan gegre mennek rá, ami nincs is ott: Ennek a bizarr világnak a logikáját követik, és a szabályai szerint játszanak.”
A Metacritic 45 pontot adott a 100-ból 18 vélemény alapján. Gene Siskel a Chicago Tribune-től azt írta: „A film akkor működik a legjobban, amikor Hanks és szerelme, Meg Ryan a szigetre ér. De túl sokáig tart, amíg odaér. Friss, de feleslegesen elnyújtott történet.” Kim Newman az Empire-től azt írta: „A varázslatos pillanatok ellenére ez annyira féloldalas koncepciójú, hogy tényleg csak bolondságként érdemes keresni.” Jay Carr a Boston Globe-tól azt írta: „John Patrick Shanley Joe és a vulkán című filmje olyan zseniálisan, olyan viccesen, olyan fantáziadúsan kezdődik, hogy még akkor is, amikor az ember feldobja magát, elkezd aggódni, hogy a film többi része már nem lehet ilyen jó. Persze nem is az. Sőt, eléggé riasztóan leereszt. De legalább a kezdete megvan.”

### Bevétel adatai
A Box Office Mojo szerint a film 39,4 millió dolláros bevételt ért el, a költségvetésről nincs adat.